# Marapi
Marapi je masivní stratovulkán na indonéském ostrově Sumatra, asi 50 km severně od města Padang. Sopka vysoká 2 891 m  patří mezi nejaktivnější na ostrově. Vrchol je ukončen kalderou o průměru 1,4 km s několika navzájem se překrývajícími krátery.

## Popis

### Mytologie
Podle legendy z Tambo Minangkabau byl vulkán Marapi místem, které bylo poprvé obýváno lidmi Minangkabau poté, co jejich loď přistála na hoře. V té době byla ale mnohem menší a navíc ji obklopovala voda. V oblasti existuje velké množství vztyčených pohřebních kamenů (tzv. menhirů), orientovaných přímo k Marapi, čímž patrně vyjadřují svůj kulturní význam.

### Eruptivní historie
Od konce 18. století bylo evidováno přes 50 erupcí. Pozoruhodná je absence lávových proudů.
- 8. září 1830 došlo k poměrně hlasité erupci, jež oblak popela vynesla nad kráter až do výšky 1,5 km.
- 30. dubna 1979 zabila sopka podle místních úřadu asi 60 osob a sesuv poté uvěznil 19 záchranářů. Erupce prostřednictvím uvolněných balvanů a bahna poškodila nejméně pět obytných oblastí.
- Další nárůst sopečné aktivity se objevil od konce roku 2011 do začátku roku 2014. Marapi chrlila hustá oblaka sopečného popela a vítr je unášel na vzdálenost několika kilometrů.
- 26. února 2014 vybuchla sopka znova. Výstražná úroveň se zvýšila na druhý stupeň a v okruhu 3 km od kráteru se zakázal vstup. Při této erupci nedošlo k žádné evakuaci.
- K další erupci došlo 3. prosince 2023 ve 14:54. Mračno popela bylo vyvrženo do výše tří kilometrů.[3][4] V tu dobu se na ní nacházelo 75 horolezců a turistů. Sopečný výbuch si vyžádal 13 obětí a dalších 10 se pohřešuje. Někteří z přeživších utrpěli popáleniny.[5]

## Galerie

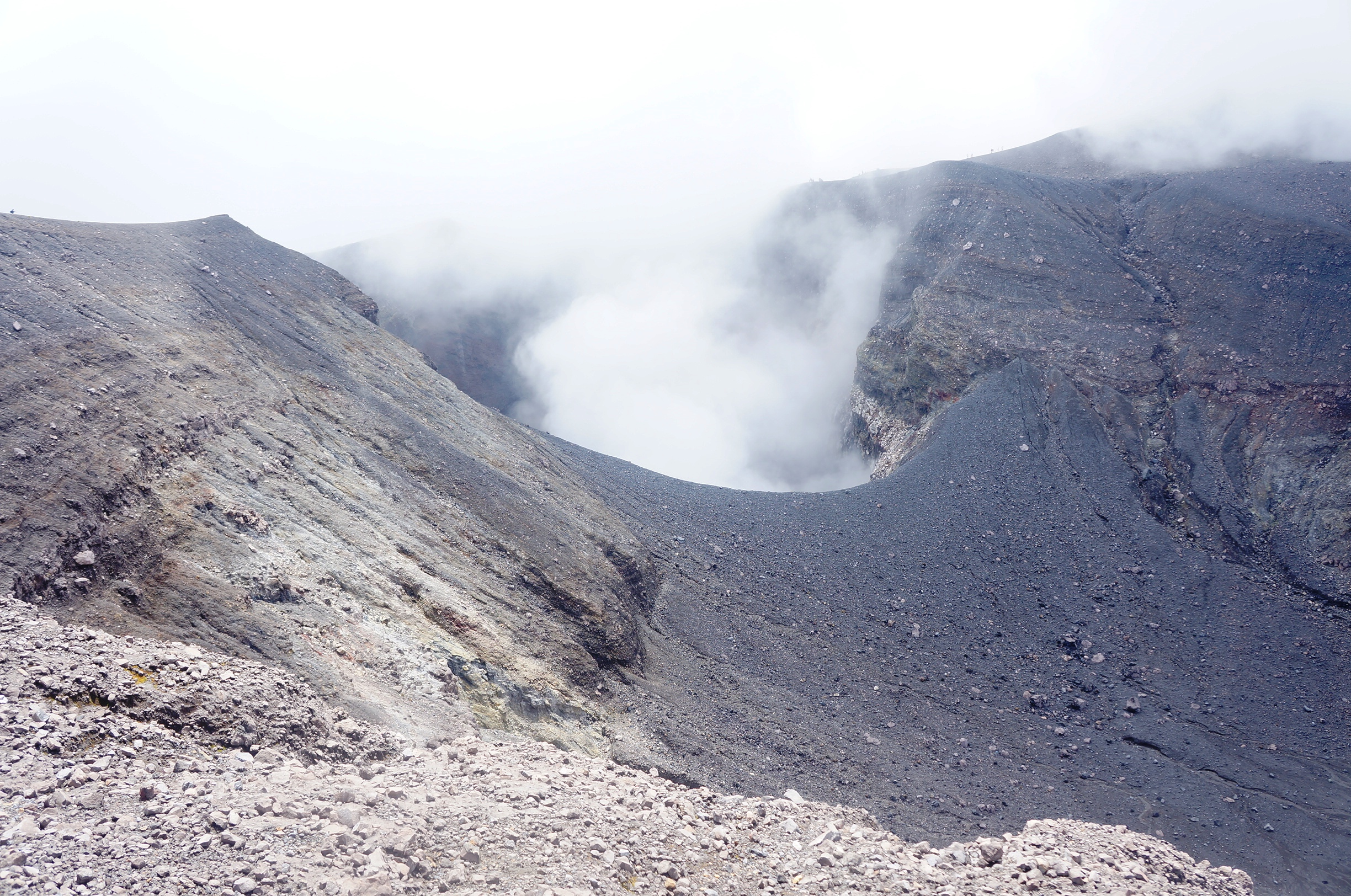
Sopečný kráter
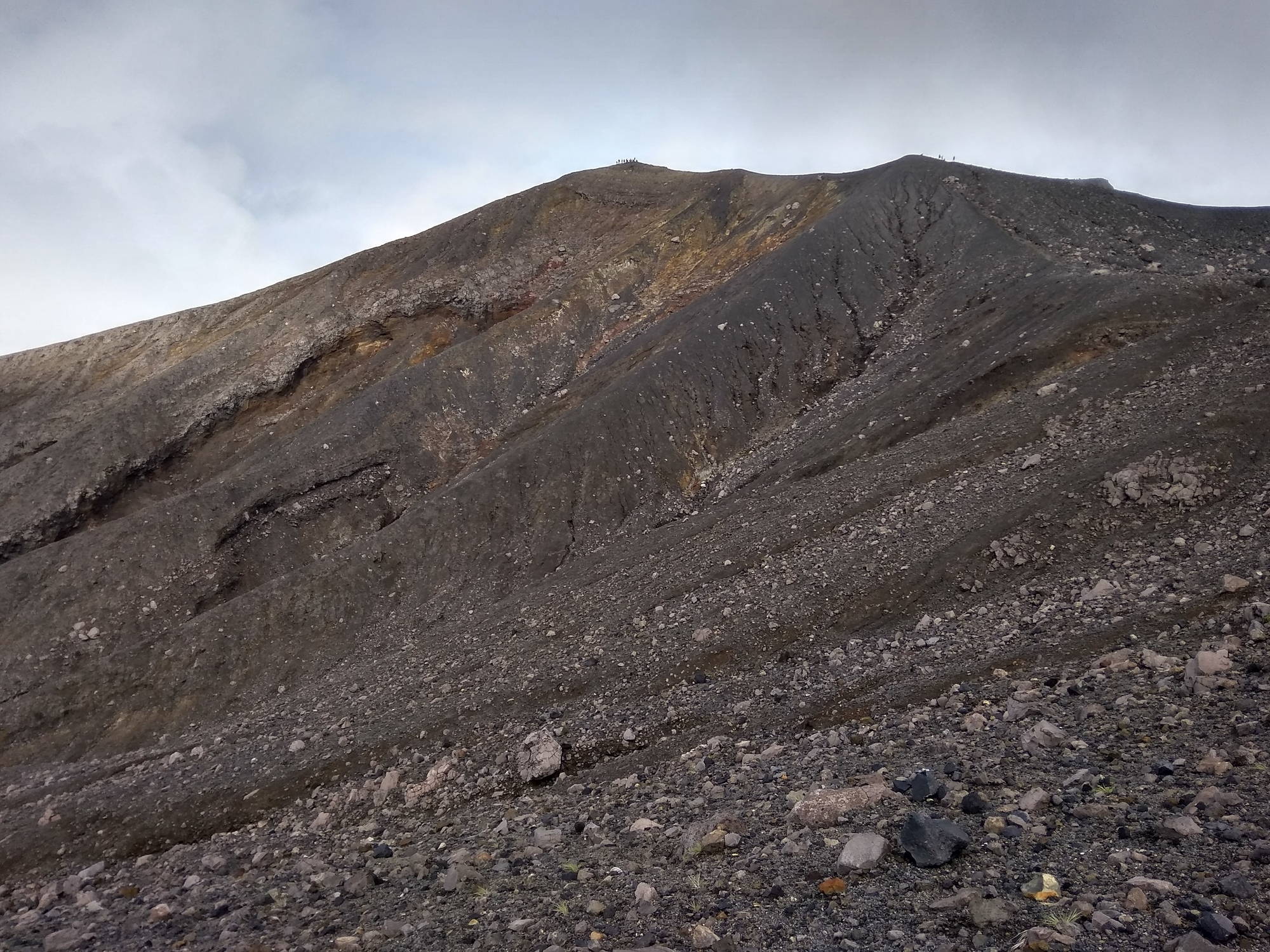
Vrcholová část sopky.
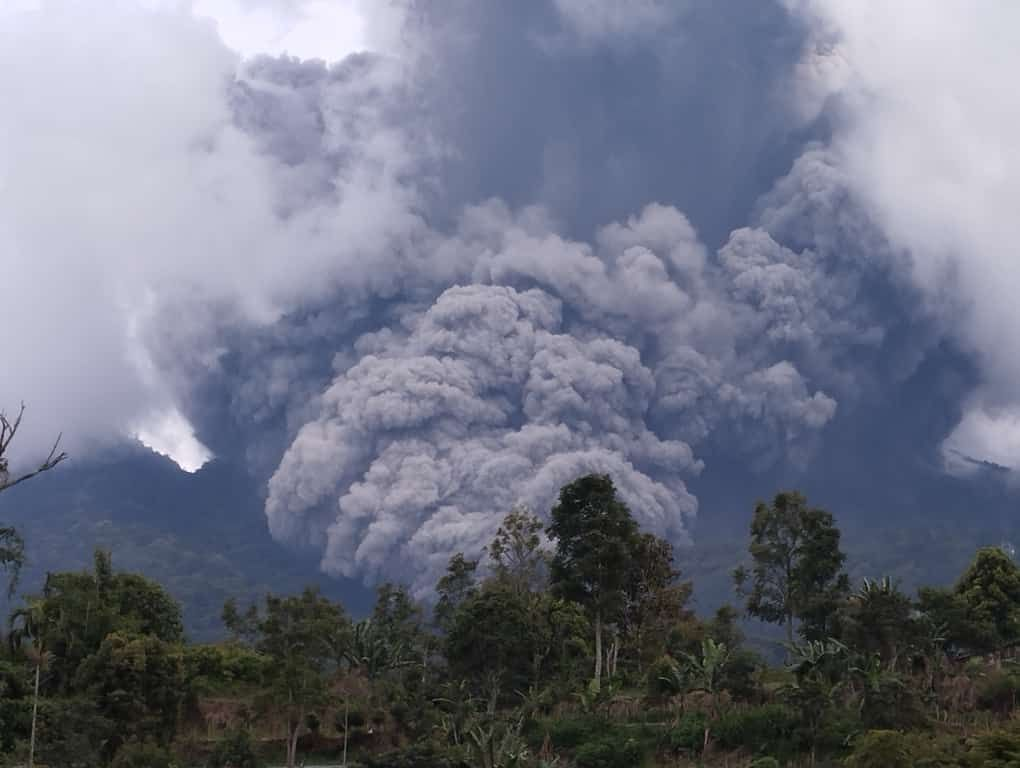
Erupce 3. prosince 2023.